# Let's Play
Let's Play es una serie de cómic de comedia romántica de Leeanne M. Krecic, también conocida como Mongie, publicada por Rocketship Entertainment. Let's Play se publicó digitalmente en Webtoon de 2016 a 2022. Sigue la vida romántica y profesional de Sam Young, quien descubre el romance mientras trabaja en su carrera como desarrolladora de videojuegos. 
Let's Play tiene más de 7,5 millones de suscriptores en todo el mundo en Webtoon y fue nominado a un Premio Eisner en 2019. En mayo de 2021, se anunció que Allnighter adaptaría el cómic a una serie de televisión de acción real. En noviembre de 2022, Krecic anunció que el cómic se alejaría de Webtoon, citando dificultades constantes con la plataforma, y que la serie continuaría con la temporada 4 en otro lugar. Una adaptación de la serie al anime de OLM se estrenará en octubre de 2025.

## Premisa
La historia sigue a Sam Young, una desarrolladora de software de 22 años que busca iniciarse en el desarrollo de videojuegos, una pasión que desarrolló mientras estaba enferma en el hospital. El proyecto apasionante de Sam, Ruminate, es duramente criticado por un youtuber de videojuegos llamado "Marshall Law", lo que provoca un bombardeo de reseñas de sus muchos fanáticos. Después de esto, Marshall Law se convierte en el nuevo vecino de Sam.
El padre de Sam es el CEO de la empresa de software Young Technologies; es sobreprotector con Sam y quiere que ella se haga cargo de la empresa algún día, pero Sam prefiere hacer videojuegos. Al mismo tiempo, Sam, que nunca ha tenido una relación romántica, empieza a sentir interés en el amor. Ella considera salir con un viejo amigo, Link, aunque los dos siguen siendo amigos. Tiene una tensión romántica con Marshall Law y coquetea con su gerente en Young Technologies, Charles, quien le está enseñando a tener más confianza y conocimiento de los negocios. Charles también se enamora de Sam, a pesar de que ella es la hija de su jefe. La temporada 2 del cómic terminó con Sam borracha intentando seducir a Charles en su apartamento.

## Personajes
Sam Young (サム・ヤング Samu Yangu?)
 Seiyū: Kana Hanazawa
Marshall Law
 Seiyū: Shimba Tsuchiya
Charles Jones
Seiyū: Yūichi Nakamura
Link Hudson
 Seiyū: Tomokazu Sugita

## Publicación
Let’s Play fue creado por Leeanne M. Krecic, quien escribe e ilustra el cómic bajo el seudónimo de Mongie. Krecic ha dicho que creó el cómic "porque estaba buscando personajes como yo (jugadores empedernidos, románticos sinceros y mujeres jóvenes con sueños de éxito en sus propios términos) pero no pude encontrarlos representados en ninguna parte de la cultura pop del momento".
El cómic debutó en Webtoon en 2016. Terminó la segunda temporada en agosto de 2020, y terminó la tercera temporada en septiembre de 2022. Krecic dijo en un tuit que el inicio de la tercera temporada se retrasó por negociaciones contractuales.
El volumen 1 de Let's Play fue lanzado para su publicación en 2019 por Rocketship Entertainment, y el volumen 2 se lanzó en 2020.
En noviembre de 2022, Krecic anunció que la temporada 4 de Let's Play no se publicaría a través de Webtoon. Krecic citó barreras de edad, falta de marketing y disparidades salariales raciales entre las razones. Krecic dijo que, "cuando sea el momento adecuado", anunciarían cuándo y cómo se publicaría la temporada 4.

## Recepción

### Números de lectores
Forbes describió a Let's Play como "megapopular"; según Webtoon, tenía 3,6 millones de suscriptores en mayo de 2021, y había recibido 145 millones de visitas a fines de 2019. El cómic ha tenido dos campañas en Kickstarter a través de la editorial Rocketship Entertainment que en total recaudaron casi $1 millón de dólares. Ha sido una de las series más populares publicadas por Webtoon.
Forbes dijo que Let's Play pertenecía a un género que no era bien atendido por "la industria tradicional del cómic", y que obras como Let's Play están "encontrando [su] camino directamente hacia una nueva generación de lectores [a través de plataformas de Internet], y [lectores] se sienten vistos y validados por esas historias".

### Reseñas
Un escritor de Forbes dijo que Let's Play "da un toque ligero pero reflexivo a un tema candente, resaltando los elementos de la comedia romántica a la manera de Friends o New Girl dirigido a la generación criada en YouTube y Twitch". Un escritor de ComicBook.com dijo que Let's Play "mezcla hábilmente Internet y el humor de los juegos". Un escritor de Bleeding Cool dijo: "La cautivadora historia de Krecic, que es a la vez romántica y divertida, funciona en conjunto con su estilo artístico inspirado en el anime para atraer a los lectores a su elenco de personajes dinámicos".
En una reseña de Women Write About Comics, la columnista Claire Napier calificó a Let's Play como "un cómic responsable y compasivo", destacando la experiencia personal de la creadora en tecnología y en YouTube, y diciendo: "Ninguno de los personajes existe para ser odiado o menospreciado, y la premisa fundamental, que unirse a una mafia de odio es ser parte de un efecto nocivo, es una parte necesaria del discurso actual". Sin embargo, Napier sintió que el cómic carecía de tensión estructural y dijo que "se presenta como enemigos a amantes fuertemente controlados con un fuerte sabor #online, pero rápidamente se relaja en una telenovela de tres, cuatro o cinco grupos de amistad/colegas vagamente centrada en un personaje flexible". Napier calificó el arte como "básicamente sin fricciones: el contenido cuestionable se combina con el anime de temporada", y agregó que "cada jugador de este cómic tiene una cubierta de Men's Fitness o una rejilla enorme y flotante sobre un marco alto y delgado". Dijo que el diálogo era a menudo "un texto bastante explicativo, pero esto permite una claridad absoluta del tema". Concluyó que no era un cómic que le encantara, pero dijo que tenía "algunos chistes inteligentes y chistes visuales y que a veces es agradablemente obsceno", y lo recomendó para aquellos a quienes les gustan las telenovelas o "alguna vez han sido fanáticos de un jugador de la vida real".

### Premios
Let's Play estuvo nominado al Premio Eisner en 2019 al Mejor Webcómic.

## Adaptaciones

### Serie de acción real
En mayo de 2021, el estudio Allnighter anunció un acuerdo de desarrollo para adaptar Let's Play a una serie de televisión de acción real, con Krecic, Amanda Kruse, Dinesh Shamdasani, Hunter Gorinson y Tom Akel como productores ejecutivos. Un columnista de Forbes dijo que esto era "otra señal de que los cómics serializados aptos para la Generación Z publicados en plataformas móviles como Webtoon son una fuerza creciente en la industria de los medios".

### Anime
En octubre de 2023, en la New York Comic Con, Mongie anunció que el estudio de animación japonés OLM producirá una adaptación de serie de anime basada en el cómic. La serie, titulada Let's Play: Quest-darake no My Life (Let's Play クエストだらけのマイライフ?), está dirigida por Daiki Tomiyasu, con Aya Matsui encargandose de la composición de la serie, Ebimo como diseñador de personajes originales, Saki Ebisawa como diseñador de personajes de animación y música compuesta por Conisch. Se estrenará en octubre de 2025 en el bloque de programación +Ultra de Fuji TV. Crunchyroll obtuvo la licencia de la serie en América del Norte, América Central, América del Sur, Europa, África, Oceanía, Oriente Medio, CEI, India y el Sudeste Asiático.

## Inspiración del webcómic
Ayres Andrea, de The Comics Beat, entrevistó a Leeanne M. Krecic y habló sobre sus inspiraciones para hacer la historia. Leeanne reveló que el concepto de Let's Play se inspiró en que ella veía a muchos Youtubers. Más específicamente, un vídeo de un jugador jugando un juego de fanes amateur. El jugador del juego estaba pasando por un momento difícil y compartió su frustración. Leeanne declaró que si el jugador y el creador del juego se encontraran, ¿qué pasaría? Esto le dio a Leeanne la idea de crear un cómic basado en este pensamiento. Además, quería que el personaje principal fuera una jugadora para promover la representación, ya que ella misma es una jugadora. Cuando Leeanne comenzó a desarrollar su cómic web en la sección Descubrir de Webtoon, usó Twitter, y Tumblr para publicitarlo. Más tarde, el cómic aparecería en Webtoon.

## Publicaciones
- Krecic, Leeanne M. (26 de octubre de 2021). Let's Play Volumen 1. Rocketship Entertainment. ISBN 9781952126116.
- Krecic, Leeanne M. (14 de febrero de 2022). Let's Play Volumen 2. Rocketship Entertainment. ISBN 9781952126123.
- Krecic, Leeanne M. (13 de junio de 2023). Let's Play Volumen 3. Rocketship Entertainment. ISBN 9781952126604.